# Laishevsky (huyện)
Huyện Laishevsky (tiếng Nga: Лаишевский райо́н) là một huyện hành chính tự quản (raion), của Tatarstan, Nga. Huyện có diện tích 2137 km², dân số thời điểm ngày 1 tháng 1 năm 2000 là 36700 người. Trung tâm của huyện đóng ở Laishevo.